# Townshend CDP (Vermont)
Townshend es un lugar designado por el censo ubicado en el condado de Windham en el estado estadounidense de Vermont. En el Censo de 2020 tenía una población de 199 habitantes y una densidad poblacional de 221,11 habitantes por km². Fue incluido como CDP en el censo de 2020.

## Geografía
Townshend se encuentra ubicado en las coordenadas 43°02′48″N 72°40′05″O / 43.04667, -72.66806. Según la Oficina del Censo de los Estados Unidos,  tiene una superficie total de 0,90 km², todos correspondientes a tierra firme.